# Août 1886

## Événements
- Août - septembre : rivalité Austro-russe pour le contrôle de la Bulgarie.

- 5 août : nouvelle constitution centralisatrice en Colombie et début de la période de Regeneración (1886-1899).
- 13 août : incident de Nagasaki.
- 21 août : le prince de Bulgarie Alexandre Ier Battenberg est déposé par des officiers prorusses. Il doit son salut à la constitution d’un triumvirat qui le rappelle.

## Naissances
- 27 août : Angela Piskernik, botaniste et écologiste austro-yougoslave.
- 30 août : Ray Lawson, lieutenant-gouverneur de l'Ontario.